# 西濃運輸

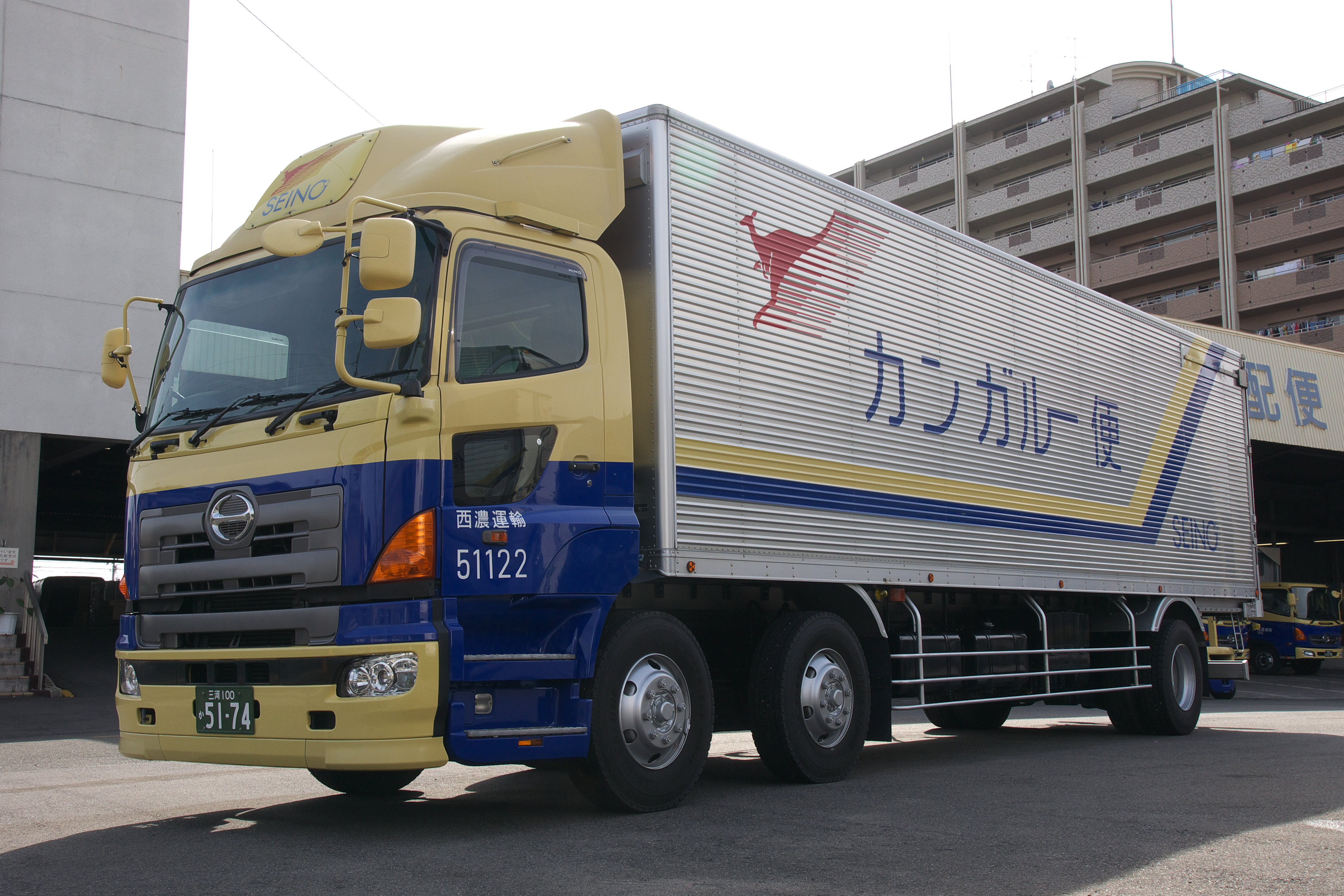
路線車両

西濃運輸株式会社（せいのううんゆ、英字：Seino Transportation Co., Ltd.）は、岐阜県大垣市に本社を置く、日本の運輸会社。特別積合せ事業のパイオニア的存在として知られ、戦後いち早く長距離路線トラックを走らせたことで知られている。現在、路線トラックで業界最大手。カンガルー便などの愛称を用いている。
田口利八が岐阜県益田郡萩原町（現・下呂市）で創業した田口自動車を前身とする。現在、本社は同県大垣市に所在する。2005年10月に、従来の西濃運輸株式会社（旧法人）が、セイノーホールディングス株式会社に商号変更して持株会社に移行し、同日付で子会社西濃運輸株式会社が新たに設立され、従来の物流業務を引き継ぐこととなった。
社章は、ハンドルと創業者の田口を組み合わせたマーク。シンボルマークはサンスターカンガルーマーク。現在のサンスターカンガルーマークは2代目で、カンガルーから16本のラインがある。

## 沿革
- 2005年10月1日 - （旧）西濃運輸株式会社（同時にセイノーホールディングスに商号変更し、持株会社化）が会社分割を行い、新たに子会社・西濃運輸株式会社を設立する。

## 営業形態
宅配便を含めた特別積合せ輸送において、ヤマト運輸、佐川急便、日本郵便に次ぐ業界4位。宅配便の規格外を含めた企業間物流(BtoB)においては業界最大手。
工場・倉庫などから販売店・営業所など企業間輸送が多くを占め、宅配上位3社が扱わない宅配規格外（ロットやパレット）貨物の全国取扱を行う（パレットに載せない重量物やゲテモノはもっと小規模な運送会社が扱う傾向が強い）。
ドライバー職における男性比率が非常に多い。そのため、女性従業員の大半は営業所事務職であり、宅配他社に見られる女性ドライバーなど現場系従業員は殆どいない。ただし、90年代はカンガルーレディと呼ばれるドライバーが存在し、また整備部門で女性技術者の採用があった。
個人宛宅配便の取扱もあるが、個人宛宅配貨物の配達を日本郵便やヤマト運輸に委託する地域が存在している。
また、他社では路線便と呼ばれる営業所間輸送の多くを中小の運輸会社に業務委託しているが、同社では自社運行比率が高い。

### グループ企業
同社の特徴として、基幹業務である運輸業における地域会社の比率が非常に高く、地方部では「関東西濃運輸」や「北海道西濃運輸」など社名に地域名を冠した地域会社が多く営業している。これは、かつて営業基盤を持たない地域において、業務委託などをしていた中小の運輸会社を西濃グループ入りさせていることに起因する。そのため、福山通運や名鉄NX運輸などの同業他社に見られる地域会社とは成立の経緯が大きく異なる。中には、「こばうん」や「関東運輸」など、社名に「西濃」が含まれていないグループ会社も存在しているほか、地域会社でも資本関係などにより子会社でない企業も存在する。

## 商品
- 特別積合輸送
  - 小荷物輸送（重量20kg以下・3辺の計130cm以下の1個口の荷物を指す）
    - カンガルーミニ便（個人・法人向け宅配便）
    - カンガルー通販便（通販事業者向け宅配便）
      - 時間帯指定は、「午前中（9時～12時）」と「午後（13時～17時）【通販便は12時～17時】」「夜間（17時～20時）【通販便のみ】」のいずれか。当日再配達締めは15時で、再配達時の最終指定時間帯は18時～20時。なお、中継地域では、ヤマト運輸に配達させるケースを除き、日曜・祝日・盆・年末年始と18時以降の再配達を断られるケースもあるため、日中不在がちな相手への送付には注意が必要。

  - 一般貨物輸送（小荷物に該当しない貨物で混載（積み合わせ）をするものを指す）
    - カンガルー特急便（一般）

  - ボックスチャーター
- 一般貸切輸送
  - カンガルー貸切便
  - カンガルー引越便

※引越関連商品の発売は、担当部署を分割子会社化し、それによって新設されたセイノー引越株式会社が行っている。
- メール便
  - カンガルーPostalメール便（郵便事業のゆうメール大口割引を利用して配達。従って、厳密な意味でのメール便ではなく、日本通運のNITTSU郵メール便や佐川急便の飛脚ゆうメールに相当するサービス）
- カンガルー自転車イベント便
  - 自転車レースやサイクリング大会で使う自転車をあらかじめ、参加者の家まで集荷し、大会前夜に宿泊するホテルやイベント会場へ輸送する往復宅配便サービスである。尚、会場への直接配達や集荷ができるのは一部の大会のみである、このサービスが使えるレースやサイクリングの大会は西濃運輸ではサポート大会としている

## 事件・不祥事

### 独占禁止法に基づく社名公表
2024年3月15日、公正取引委員会は「下請け企業との価格転嫁の交渉に適切に応じなかった企業名の公表」を行い、西濃運輸が該当企業であったことが判明した

## 業務提携
- 福山通運 - 休日における路線便の協同運行や、特定着荷主への協同配達など業務効率化に向けた提携を行っている。
- 日本郵便（旧・日本郵政公社→郵便事業）
  - 西濃運輸が集荷したゆうパックを、ゆうパックネットワークで配達（カンガルーゆうパック）。
  - カンガルーチルド便を「チルドゆうパック」として配達する。西濃は集荷とJPEX統括支店→郵便事業の統括支店への中継のみを担う。

- 日本通運
- ヤマト運輸 - 共同出資によりボックスチャーター株式会社を設立。
- アート引越センター
- カンガルーチルド便の配達は、

## 車両

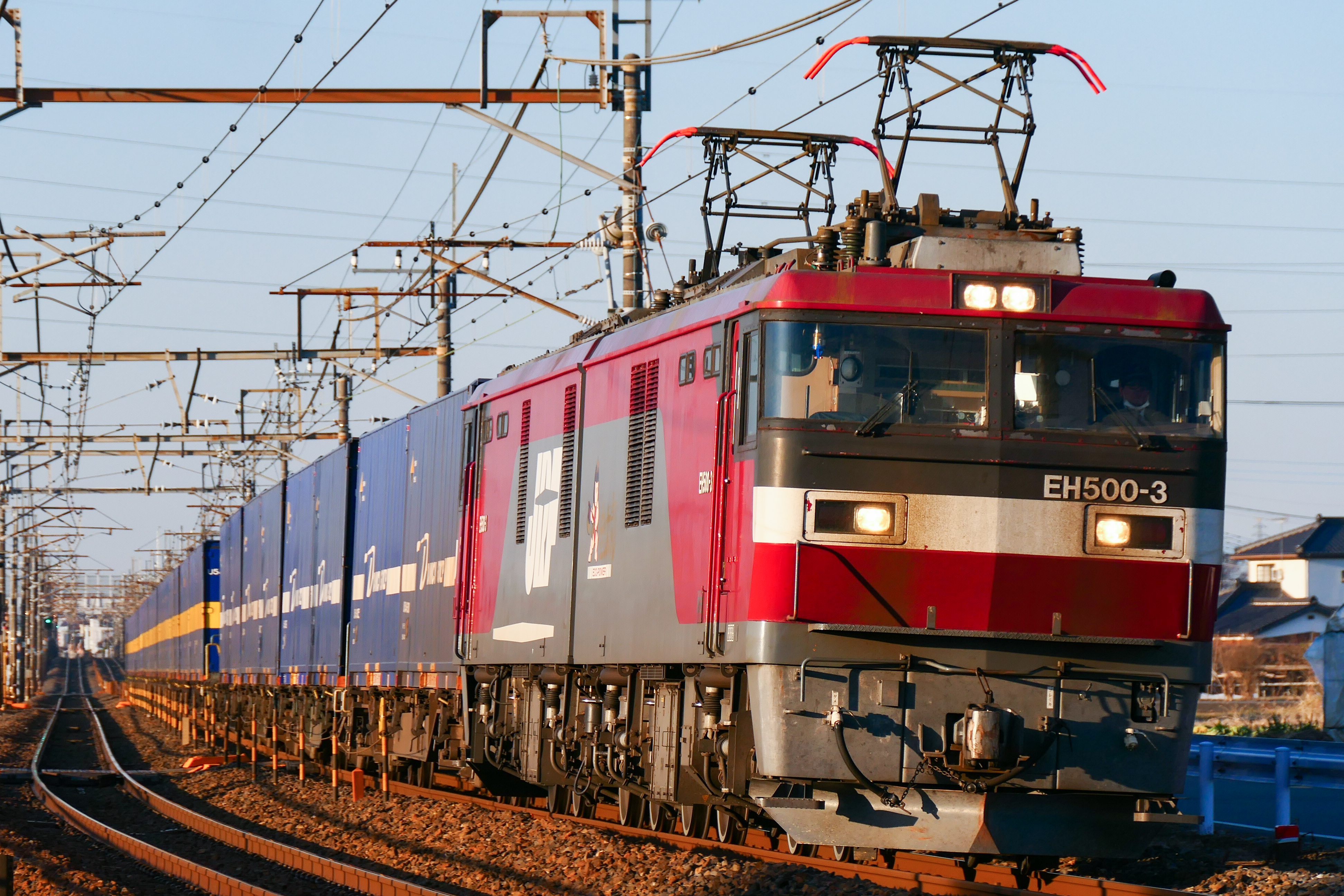
カンガルーライナーSS60（ブロックトレイン）

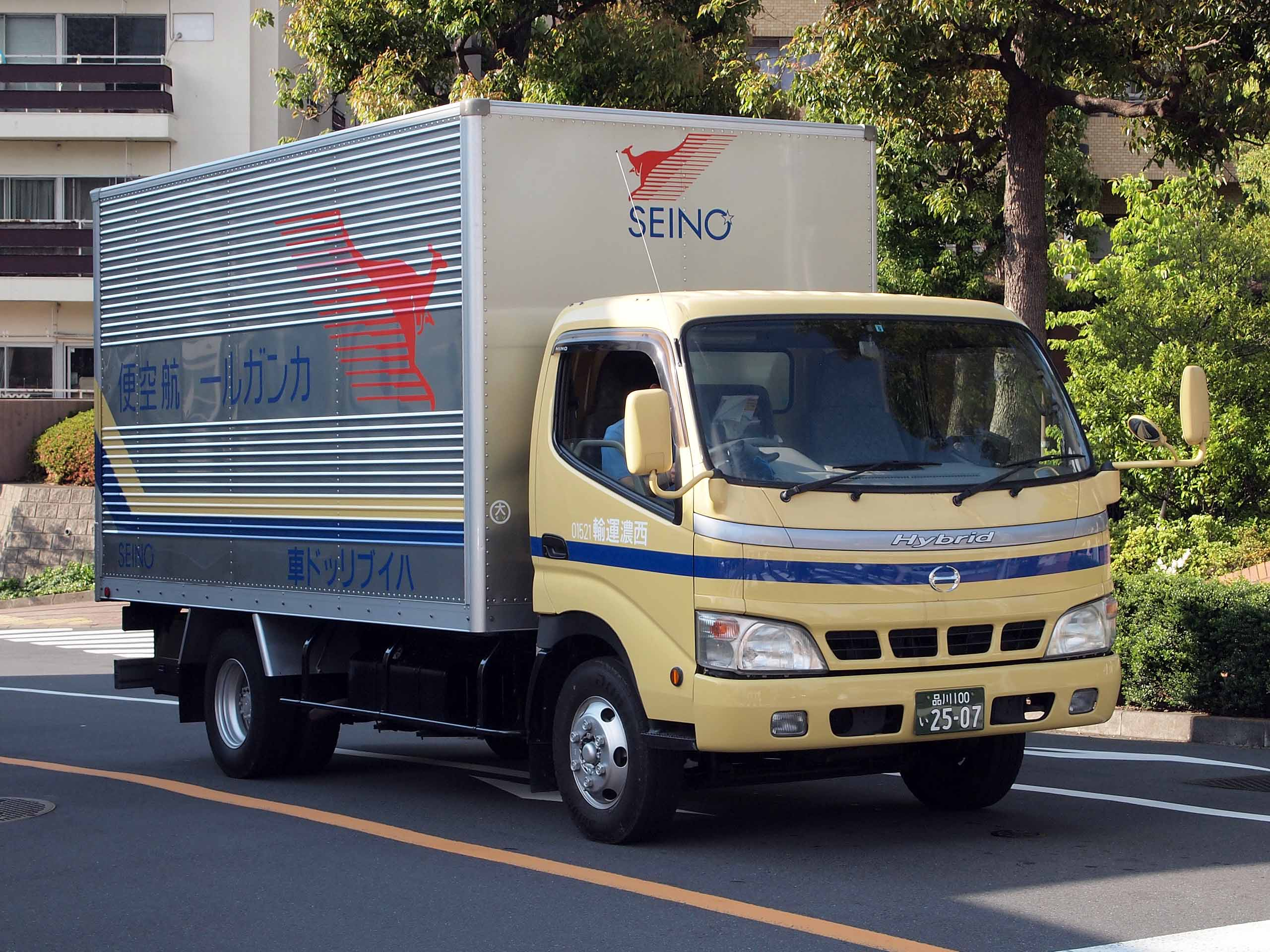
荷台前側に所属支店表記を施した例（大モリ：大森支店）

- グループ会社にトヨタカローラネッツ岐阜や岐阜日野自動車があるため、使用するトラックのほとんどがトヨタ、もしくは日野製である。しかもトランテックスでは純正品でなく、オリジナルの「西濃仕様」のボディで架装されている（例えばレンジャー、プロフィアでは後部ナンバーがかつては右に配されていたが、現在の最新型では中央に配されている）。ごく少数であるがいすゞと三菱ふそうも導入している。過去にはベンツ製もあった。
- 集配車両後部にはドライバーの名前と所属支店を記載したプレートが装着される。路線車には担当ドライバーの記載は無いが、後方観音扉右下部に所属支店の略号（表記例は、岐阜→岐、大垣→垣、京都南→京ミナミ、北大阪→キタ阪、神明→神明）が記されている。
- 営業所の営業車はほとんどがMTである。ATの営業車は少ない。
- ユニック車、平ボディ車、パワーゲート車や、荷室にレールを付け、洋服をかけて輸送ができる車両（ハンガー車）を持つ。更に旧濃飛西濃運輸から承継した車には、冷凍冷蔵車やフォークリフト運搬車がある。
- 2016年3月より、大型トラック後部に「子育てなら大垣市」のステッカーを装着している[4]。
- 2019年9月、日野・プロフィアハイブリッドの第1号車を導入[5]。西濃運輸が保有するプロフィアの多くは6×2前輪2軸のFNを採用するが、ハイブリッドは後軸2軸・1軸駆動のFRをベースとする。
- 電気自動車は2013年に日野・デュトロをベースとした低床集配トラックのプロトタイプ車の実証運行に参加[6]、2022年にデュトロZ EVとして商品化後は同車を導入する。2022年3月、三菱ふそう・eキャンターを導入[7]、2023年11月には東風小康・Cシリーズをベースとした1トン積みバン「folofly F1」を導入している[8]。
- 燃料電池自動車は2023年4月にいすゞ・エルフFCEVを導入[9]、2023年6月より「プロフィアZ FCV」の実証運行に参加[10]。

## 営業拠点

### 本社
- 岐阜県大垣市田口町1番地（本社。数台の予備車にこの表示がある。）

### 北海道・東北
北海道
- 010～024。全域を北海道西濃運輸が担当

※一部、ヤマト運輸に委託地域あり。要注意。
青森県
- 100青森支店（青）
- 101弘前営業所（弘）
- 102まるた急行運送　本社営業所（十和田市・三沢市・七戸町の一部）
- 103三八五流通　八戸支店
- 104佐川急便 下北営業所(西濃運輸　盛岡支店集約)

秋田県
- 120秋田支店（秋）
- 121ヨコウン　横手営業所
- 123近物レックス　能代営業所
- 124東北西濃運輸　大館営業所

岩手県
- 110盛岡支店（盛。盛岡市）

※県北地域は東北西濃盛岡営業所/
- 東北西濃運輸宮古営業所

宮古市.下閉伊郡(山田町.普代村).釜石市.大槌町
※岩泉町へは、盛岡支店より岩泉自動車運輸に委託。
- 111東北西濃運輸　水沢支店　※花巻市東和町および、北上市以南の県内全域
- 久慈市、九戸郡のみ103三八五流通八戸支店

宮城県
- 130仙台支店（仙。本社の東北工務課がある。）
- 131仙台南支店（仙ミナミ。名取市）
- 132東北西濃運輸　古川営業所※大崎市、以北の県内西部地区
- 白石市を福島支店、その他一部地域を東北西濃運輸が担当
- 貸切・専属・路線の一部を埼玉西濃運輸、セイノーエキスプレスが担当

山形県
- 140山形支店（山ガタ）（村山地域担当）
- 141庄内営業所（庄）（庄内地域担当）
- 東北西濃米沢営業所（福島支店中継：置賜地域担当）
- 東北西濃新庄営業所（山形支店中継：最上地域担当）

福島県
- 150福島支店（福）
- 東北西濃福島営業所（福島支店内同居：二本松市、伊達郡担当）
- 151郡山支店（郡）
- 152こばうん（白河荷扱所）
- 153いわき支店（いわき）
- ジャス（郡山支店中継：会津地域担当）
- 平和流通（原町荷扱所：浜通り地域北部担当）

### 関東・甲越
新潟県
- 420新潟支店（新ガタ）
- 421三条支店（三ジョウ）
- 422長岡支店（長岡）
- 423上越営業所（上越）
- 424糸魚川営業所（糸）
- 閑散地域を中心に小規模軽貨物事業者に委託

栃木県
- 200宇都宮支店（宇）
- 201大田原支店（大田原）
- 202佐野支店（佐野）
- 203小山支店（小山）
- 栃木県内の一部地域を鹿沼梱包運輸に中継

群馬県
- 220前橋支店（前）
- 221高崎支店（高崎）
- 吾妻郡は吾妻通運に中継
- 223下仁田支店（仁）
- 224渋川支店（渋）
- 225太田支店（太田）
- 館林市と邑楽郡は203佐野支店担当。

茨城県
- 210水戸支店（水）
- 211土浦支店（土）
- 242龍ケ崎支店（龍）
- 212北茨城営業所（北茨城）
- 213日立支店（日）

- 一部地域を小山支店、岩槻支店、成田支店、柏支店、埼玉西濃運輸・東京西濃運輸が担当

埼玉県
- 240セイノースーパーエクスプレス 川越西支店（富士見市、ふじみ野市、三芳町担当。立地の川越市は川越支店の管轄）
- 241岩槻支店（岩ツキ。さいたま市見沼区・緑区・岩槻区・蓮田市・春日部市・幸手市を管轄。本社の東部工務課（東コウム）がある。）
- 230大宮支店（大ミヤ。さいたま市（241岩槻支店管轄区域除く）・上尾市）
- 233越谷支店（越）
- 232入間支店（入）
- 231和光支店（和コウ）
- 234熊谷支店（熊谷）
- 235秩父営業所（秩）
- 236本庄支店（本）
- 237川越支店（川越）
- 238久喜支店（久喜）
- 239東松山支店（東松山）

- 一部地域を足立東支店、松戸支店、埼玉西濃運輸、東京西濃運輸、東京急配（主に入間支店協力会社）が担当

千葉県
- 262柏支店（柏）
- 253佐倉支店（佐クラ）
- 263松戸支店（松ド）
- 251・259市川支店（市。立地は市川市本行徳にあるが、2023年4月24日から建屋建替のため、浦安市に仮移転中。仮移転先の構造上、251=千葉県市川市と習志野市担当、259=東京都江戸川区と葛飾区担当）
- 250千葉支店（千）
- 261船橋支店（船）
- 252木更津支店（木）
- 254成田支店（成）
- 一部地域を岩槻支店、東京西濃運輸が担当

神奈川県
- 300・305横浜支店（横。横浜市北部と川崎市北中部を担当）
- 302横浜南支店（横ミナミ）
- 304鶴見支店（鶴。神奈川区・鶴見区・川崎市川崎区・幸区担当）
- 305川崎支店（川サキ。中原区以北の川崎市北中部5区うち、閉店時に座間支店が担当する麻生区を除く4区担当。2022年12月29日をもって、集配業務を2023年1月5日にDPL新横浜Ⅱへ移転する横浜支店（旧川崎支店が入居していたDPL川崎夜光の各テナント宛は鶴見支店）へ統合、DPL川崎夜光での倉庫業務を鶴見支店に移管して閉店）
- 311厚木支店（厚）
- 312相模原支店（相。立地はGLP ALFALINK相模原Ⅰの5階）
- 313座間支店（座）
- 315茅ヶ崎支店（茅）
- 316小田原支店（小）
- 一部地域を神奈川西濃運輸が担当

東京都
- 270・277東京支店（東。270＝千代田区・中央区・江東区・墨田区担当、277＝港区･伊豆諸島・小笠原諸島担当。立地は江東区新木場）
- 271深川支店（深。千代田区・中央区担当）
- 272錦糸町支店（錦。台東区、文京区担当。立地は江東区毛利にあるが、2023年4月現在、江東区新木場に仮移転中）
- 281足立支店（足。荒川区・足立区担当）
- 282足立東支店（足ヒガシ。豊島区・北区・埼玉県川口市・蕨市担当。立地は足立トラックターミナル内）
- 275京浜ターミナル支店（京ヒン。品川区・大田区・目黒区担当）
- 276大森支店（大モリ。渋谷区・新宿区担当）
- 291世田谷支店（世。世田谷区・杉並区・中野区担当）
- 290セイノースーパーエクスプレス　府中支店（立地の府中市は八王子支店の管轄）
- 294八王子支店（八）
- 295セイノースーパーエクスプレス　八王子北支店（立地の八王子市は八王子支店の管轄）
- 一部地域を和光支店、入間支店、市川支店、座間支店が担当。

山梨県
- 400甲府支店（甲）
- 多くの地域を山梨貨物自動車が担当（甲府支店協力会社）
- 一部地域を富岳通運が担当（中継地域協力会社）
- 一部地域を八王子支店が担当

### 東海・中部

#### 長野県
- 410長野支店（長）
- 411松本支店（松）
- 412上松営業所（上マツ）
- 413上田支店（上ダ）
- 414諏訪支店（諏）
- 415飯田支店（飯）
- 416伊那支店（伊）

#### 静岡県
- 500静岡支店（静）
- 501沼津支店（沼）
- 507セイノースーパーエクスプレス 沼津東支店（御殿場市、裾野市を担当。立地の長泉町は沼津支店の担当）
- 502富士支店（富士）
- 503藤枝支店（藤）
- 504千代田運送店
- 505袋井支店（袋）
- 506浜松支店（浜マツ）
- 508セイノースーパーエクスプレス 浜松西支店（浜松市西区、北区、湖西市担当。立地の東区は浜松支店の担当）
- 一部地域を伊豆西濃運輸、遠州西濃運輸が担当

#### 愛知県
- 510名古屋支店（名。中区・昭和区担当。立地の中川区は名古屋西支店の管轄）
- 513名古屋西支店（名ニシ。中村区（名駅周辺の一部を除く）・中川区・熱田区・港区担当。立地のあま市は津島支店管轄）
- 520名駅営業所（駅。中村区の名駅周辺を管轄）
- 526大曽根支店（曽。東区・北区・千種区・守山区担当）
- 521名古屋東支店（名ヒガシ。名東区・天白区・尾張旭市・瀬戸市・日進市・長久手市・愛知郡・豊田市（豊川支店担当の旧稲武町を除く）担当）
- 531小牧支店（小マキ。小牧市、岩倉市、江南市、丹羽郡、西春日井郡豊山町を担当）
- 530セイノースーパーエクスプレス 小牧支店（犬山市と春日井市担当。531小牧支店に同居）
- 542豊橋支店（豊）
- 541豊川支店（豊カワ）
- 527岡崎支店（岡ザキ）
- 528三河西濃運輸 岡崎営業所（知立市と安城市を担当。岡崎支店に同居）
- 522大府支店（大府。本社の中部工務課がある。）
- 523知多支店（知。知多半島4市3町を担当。立地は阿久比町）
- 525笠寺支店（笠。瑞穂区・緑区担当。立地の南区は大府支店管轄）
- 533枇杷島支店（枇。西区・清須市・北名古屋市担当）
- 532津島支店（津シマ）
- 534一宮支店（宮）
- 一部地域を西濃名古屋エキスプレスが担当

#### 岐阜県
- 550岐阜支店（岐）
- 552西濃急送（羽島郡笠松町と岐南町を担当する代理店。立地は岐阜市柳津町。）
- 553・556大垣支店（垣。553=上石津町を除く大垣市、揖斐郡、安八郡、海津市南濃町の一部、個人宛を除く三重県桑名市多度町担当。556=旧駒野荷扱所の担当だった海津市南濃町の一部担当）
- 554垂井西濃集配（個人宛を除く不破郡垂井町と関ヶ原町を担当する代理店）
- 555ヨーロー西濃集配（個人宛を除く養老郡養老町と大垣市上石津町、海津市南濃町の一部を担当する代理店）
- 558西濃集配高須（個人宛を除く海津市平田町と海津町を担当する代理店）
- 561関支店（関）
- 562白鳥営業所（白）
- 564萩原営業所（萩）
- 565高山支店（高山）
- 566各務原支店（各）
- 574美濃加茂支店（美加）
- 571岐阜東濃支店（東濃）

#### 三重県
- 581四日市支店（四）
- 586三重西濃運輸 四日市支店（多度町を除く桑名市全域担当。581四日市支店に同居。桑名市多度町は法人宛が553大垣支店、個人宛は581四日市支店の担当。）
- 582鈴鹿支店（鈴）
- 580久居支店（久）
- 587三重西濃運輸 津支店（松阪市、多気郡、東紀州地域を担当。立地の津市は久居支店担当）
- 584伊勢支店（勢）
- 585三重西濃運輸 上野支店

#### 富山県
- 430富山支店（富）
- 431高岡営業所（高岡）
- 432黒部営業所（黒）

#### 石川県
- 440 金沢支店（金）
- 441 能登営業所（能登）
- 442 加賀支店（加賀）

#### 福井県
- 450 福井支店（福井）
- 451 武生営業所（武生）
- 452 敦賀営業所（敦）
- 一部地域は丹後西濃運輸（大飯郡おおい町を担当。おおい町名田庄地域のみ452敦賀営業所）が担当。

### 近畿

#### 滋賀県
- 602彦根支店（彦）
- 604滋賀支店（滋）
- 600大津支店（大津）
- 601長浜支店（長浜）
- 603近江営業所（近）
- 一部地域はセイノースーパーエクスプレスが担当。

#### 京都府
- 610京都支店（京。下京区・中京区・上京区・東山区・左京区・山科区・伏見区担当。2023年8月21日に南区から伏見区に移転し、それまで伏見区は京都南支店の担当だった）
- 611京都南支店（京ミナミ。長岡京市に立地し、大阪府高槻市・島本町・京都府京都市北西部3区・京都市南区・南丹市美山町・乙訓地域2市1町・山城地域5市6町1村を管轄）
  - 一部地域は山下運送、宇治丸交運送、山城合同運輸が担当。
- 612亀岡営業所（亀。亀岡市・南丹市（美山町を除く）・京丹波町担当）
- 613舞鶴営業所
- 一部地域を加西支店や丹後西濃運輸が担当

#### 奈良県
- 620奈良支店（奈。奈良県全域。立地は大和郡山市）
  - 一部地域は大和運輸、大阪やまと運輸が担当。

#### 大阪府
- 640大阪支店（阪。中央区・浪速区・西成区・阿倍野区担当）
- 650大阪西支店（阪ニシ。西区・福島区・此花区・港区・大正区・住之江区、北区中之島担当）
- 641堺支店（堺。住吉区、堺市（美原区を除く）、大阪狭山市、河内長野市、泉州担当。本社の西部工務課（西工務）がある。）
- 643松原支店（松バラ。松原市・八尾市・藤井寺市・羽曳野市・堺市美原区・柏原市・富田林市・東住吉区・平野区・南河内郡担当）
- 644平野営業所（平。天王寺区担当。立地の平野区は643松原支店管轄）
- 651河内支店（河。東成区・鶴見区・東大阪市担当）
- 652大東支店（大東。門真市・大東市・四條畷市・交野市担当）
- 653布施営業所（布。生野区担当。立地の東大阪市は河内支店管轄）
- 654摂津支店（摂。摂津市・枚方市・寝屋川市、守口市担当）
- 655北大阪支店（キタ阪。東淀川区・守口市、大阪府中央市場担当。日ノ丸西濃運輸北大阪支店も担当。かつては九州西濃運輸北大阪支店も担当していた。2023年10月1日に中継専門店化のため、集配業務を守口市は摂津支店、東淀川区は豊中支店管下の淀川デポ（旧・九州西濃運輸淀川支店）に移管して同業務のみ終了。立地の茨木市は府中央市場を除き茨木支店管轄）
- 656関目支店（関メ。都島区・旭区・城東区担当）
- 661茨木支店（茨。茨木市・吹田市・箕面市・池田市・兵庫県川西市担当）
- 662豊中支店（豊ナカ。北区（中之島を除く）・淀川区・豊中市・豊能郡・兵庫県川辺郡担当）
  - 608淀川デポ（東淀川区を担当する豊中支店管下の出先機関。2023年9月30日までは九州西濃運輸淀川支店だった。立地の西淀川区は尼崎支店管轄）
- 671大淀営業所（淀。大阪市北区の大部分を担当していた。阪神高速道路淀川左岸線の建設に伴う立ち退きで2020年に閉鎖、豊中支店から直接配達となった）。
- 一部地域は京都南支店、尼崎支店が担当。

#### 和歌山県
- 630和歌山支店（和。和歌山県全域担当。立地は和歌山市）
  - 一部地域は近物レックスへ委託。

#### 兵庫県
- 680神戸支店（神。中央区・灘区・東灘区・芦屋市・西宮市中南部担当）
- 682西神戸支店（西神。兵庫区・長田区・須磨区・北区ひよどり台担当）
- 691神明支店（神明。垂水区・北区（ひよどり台以外）・西区・明石市・三木市・加古郡・加古川市・西宮市北部（山口町、塩瀬町）・小野市匠台担当）
  - 神戸市北区（ひよどり台以外）、西宮市北部（阪神流通センター以外）、三木市吉川町は委託地域。
- 683尼崎支店（尼。大阪市西淀川区・尼崎市・伊丹市・宝塚市担当）
  - 宝塚市はアキライン22へ委託。
- 695加西支店《加。加西市・加東市・小野市（匠台以外）・高砂市・多可郡多可町・神崎郡（福崎町、市川町、神河町）・美方郡（新温泉町、香住町）・豊岡市・朝来市・養父市・西脇市・丹波市（春日町、市島町以外）・三田市・丹波篠山市担当》
  - 一部地域は夢前急便へ委託。
- 694姫路支店（姫）
  - 一部地域は夢前急便へ委託。
- 692福知山営業所（福知。福知山市・兵庫県丹波市春日町、市島町担当。立地は、京都府福知山市ではなく、兵庫県丹波市市島町に所在。）
- 一部地域を豊中支店、茨木支店、福知山営業所、四国西濃運輸が担当。

### 中国・四国

#### 鳥取県
- 730～732。全域を日ノ丸西濃運輸が担当

#### 島根県
- 740～744。全域を日ノ丸西濃運輸が担当

#### 岡山県
- 700岡山支店（岡）
- 701倉敷営業所（倉）
- 703備前営業所（備）
- 702津山営業所（津ヤマ）
- 一部地域を福山支店が担当。

#### 広島県
- 710広島支店（広）
- 712西広島支店（西広）
- 713福山支店（福ヤマ）
- 715三次営業所（三ヨシ）
- 717呉営業所（呉）
- 714尾道営業所（尾）
- 716東広島営業所（ヒガシ広）
- 一部地域を岩国営業所が担当。

#### 山口県
- 750山口支店（山グチ）
- 755宇部支店（宇べ）
- 754下松支店（下マツ）
- 753柳井海運
- 751岩国営業所（岩）
- 756下関営業所（下セキ）

#### 香川県
- 810～812。全域を四国西濃運輸が担当

#### 徳島県
- 820。全域を四国西濃運輸が担当

#### 愛媛県
- 800～804。全域を四国西濃運輸が担当。

#### 高知県
- 830～832。全域を四国西濃運輸が担当

### 九州・沖縄
西濃運輸本体の旧九州地区と旧昭和西濃運輸、旧千石西濃運輸、旧九州西武運輸の4社を統合して現在の会社になったため、一部の車両に囲み文字が残る。

#### 福岡県
- 900 九州西濃運輸福岡支店（福オカ。福岡市博多区（一部を除く）、中央区、早良区、西区、城南区、長崎県壱岐市、対馬市担当）
- 905 九州西濃運輸福岡北支店（福キタ。福岡市東区、福岡県宗像・糟屋地域担当）
- 910 九州西濃運輸福岡西支店（福ニシ。福岡市博多区の一部、南区、春日市、糸島市、那珂川市、大野城市、太宰府市、筑紫野市、筑紫地域担当）
- 911 九州西濃運輸北九州支店（北九。北九州市全域、中間市、遠賀郡担当）
- 913 九州西濃運輸筑豊支店（筑豊。福岡県筑豊地方担当）
- 915 九州西濃運輸行橋営業所（行。福岡県行橋市、京都郡、豊前市、築上郡築上町担当）。

※朝倉市、朝倉郡、小郡市、三井郡は佐賀県の921鳥栖支店管轄。
※大川市・三潴郡・久留米市・うきは市・筑後市・八女郡・八女市・柳川市・みやま市・大牟田市は佐賀県の921鳥栖支店管轄。
※築上郡（築上町を除く）は大分県の961中津支店管轄。

#### 佐賀県
- 920九州西濃運輸佐賀支店（佐）
- 921九州西濃運輸鳥栖支店（鳥栖）
- 924九州西濃運輸唐津支店（唐）
- 925九州西濃運輸武雄支店（武オ）
- 926九州西濃運輸伊万里支店（伊万）
- 927九州西濃運輸鳥栖北支店（鳥キタ）

#### 長崎県
- 941九州西濃運輸長崎支店（立地は諫早市にある。）
- 942九州西濃運輸佐世保支店
- 944九州西濃運輸長崎西営業所（旧九州西武運輸の営業所で、立地は西彼杵郡時津町にある。）

#### 熊本県
- 950 九州西濃運輸熊本支店（熊モト）
- 951 熊本西濃運輸（旧社名:託麻西濃運輸） 本社営業所
- 952 九州西濃運輸八代営業所（八シロ）

#### 大分県
- 960 九州西濃運輸大分支店
- 961 中津急行 本社営業所
- 962 中津急行大分営業所

#### 宮崎県
- 970 九州西濃運輸宮崎支店（宮ザキ）
- 971 九州西濃運輸延岡支店（延）
- 973 九州西濃運輸都城支店（都）

#### 鹿児島県
- 980～986。全域を九州西濃運輸が担当

#### 沖縄県
- 991～995。全域を沖縄西濃運輸が担当

## 関連企業
※全て株式会社である。

### 北海道・東北
北海道
- 西濃北海道エキスプレス（石狩市）
- 北海道西濃運輸（札幌市西区）
- セイノーロジスティクス北海道（札幌市白石区）

岩手県
- 東北西濃運輸（奥州市）
- 岩手西濃運輸（盛岡市）　※宮城西濃運輸と統合により本社移転、東北西濃運輸に社名変更

福島県
- こばうん（西郷村）

### 関東
埼玉県
- 埼玉西濃運輸（北葛飾郡杉戸町）

東京都
- 西濃シェンカー（品川区）- ドイツ鉄道(DB)グループのDBシェンカーとの合弁
- S&Nロジスティクス（中央区）
- セイノー通関（中央区）
- 東京西濃運輸（荒川区）
- 西濃東京エキスプレス（板橋区）
- セイノースーパーエクスプレス（江東区）
- セイノー引越（江東区）
- エコアライアンス（墨田区）

神奈川県
- 西濃神奈川エキスプレス（厚木市）
- セイノーロジックス（横浜市西区）
- 神奈川西濃運輸（横浜市金沢区）

### 東海・中部
静岡県
- 遠州西濃運輸（浜松市中央区）
- 伊豆西濃運輸（賀茂郡河津町）

愛知県
- 西濃名古屋エキスプレス（名古屋市中川区）
- 日本物流開発（名古屋市中区）
- 三河西濃運輸（知立市）

三重県
- 三重西濃運輸（鈴鹿市）

### 岐阜県
大垣市
- セイノーホールディングス（グループ持株会社）
- 旭エージェンシー
- スイトトラベル（スイトタクシーと旭トラベルサービスが合併）
- セイノーエンジニアリング
- セイノー商事
- セイノー情報サービス
- セイノースタッフサービス
- セイノービジネスサポート
- セイノーファミリー
- 西濃産業
- 西濃通運

大垣市以外
- トヨタカローラネッツ岐阜（岐阜市）
- トヨタホーム岐阜（岐阜市）
- セイノーSTサービス（関市）
- 旭エンタープライズ（安八郡安八町）
- 岐阜日野自動車（安八郡安八町）
- 西濃エキスプレス（安八郡輪之内町）
- 旭クリエイト（不破郡垂井町）

### 北陸・近畿・中国
福井県
- 西濃北陸エキスプレス（福井市）

滋賀県
- 滋賀日野自動車（栗東市）

京都府
- 丹後西濃運輸（舞鶴市）

大阪府
- 西濃大阪エキスプレス（大阪市西成区）

鳥取県
- 日ノ丸西濃運輸（鳥取市）

### 四国・九州・沖縄
愛媛県
- 四国西濃運輸（東温市）

福岡県
- 九州西濃運輸（福岡市東区）

熊本県
- 熊本西濃運輸（熊本市）

沖縄県
- 沖縄西濃運輸（宜野湾市）

### 業務委託企業
- 軽貨物運送業者
宅配を中心とした小荷物の配達。原則配達のみで集荷は行わず、例外的に「配達時同時引取り」のような場合のみ集荷を行う（集荷は原則として西濃運輸の社員が行うために業務委託の対象とはなっていない）。
- ヤマト運輸
ヤマト運輸へ配達させる場合は、「協力会社へ中継」という形となり、西濃の本来の受ける側の担当支店からヤマトの担当ベース店へ輸送され、ヤマトの伝票番号を別途符番（ただし、送り状自体は西濃のもののまま張り直し等はせず、ヤマト側の伝票番号が書かれたバーコードシールが荷物に貼り付けられるのみ）した上で、受取人住所を管轄する宅急便センターが配達する。検索方法としては、西濃側は差し出し受付の時点から（ヤマトから受けた情報を元に）最後まで検索出来る形を取っているが、ヤマト側は引き受けしたベース店からの輸送情報が提示される形を取る。主に、受取人が個人宛の場合に実施される。したがって、このケースにおける再配達時間指定については、ヤマト運輸の規定のものに準じて行う形となる。宮城県ではこの方式がとられている（西濃運輸仙台支店が、ヤマト運輸宮城ベース店（仙台市泉区大沢に所在）に送付し、受取人の住所を管轄する各センターを通して配達する）。
- JPエクスプレス→郵便事業→日本郵便
カンガルーチルド便は、従前はJPエクスプレスへ配達業務を委託し、クールペリカン便同様の扱いで配達されていたが、2010年7月1日以降は、旧ペリカン便（JPエクスプレス宅配便）事業を譲受した郵便事業が、チルドゆうパック扱いで配達する形に変更された（2012年10月、郵便事業が郵便局に吸収合併されたため、現行は日本郵便が担当）。
カンガルーチルド便以外でも、受取人が個人の場合は、地方により、カンガルーミニ便など、ヤマト運輸に配達させる方法同様、「協力会社へ中継」の形でゆうパックの配達方法により、日本郵便の配達員が配達する場合がある。この場合も、ゆうパックのバーコードを貼り付けて、西濃側の番号では発送から配達済みまで検索できるが、日本郵便側の番号では、受取人側の住所地を管轄する地域区分局から配達済みとなるまでの状況しか検索できない。秋田県ではこの方式がとられている（西濃運輸秋田支店が、地域区分局である秋田中央郵便局に送付し、秋田中央局から担当する各集配局を通じて配達する）。
- 小規模区域運送会社
鹿沼梱包運輸や、東京急配などの特定地域で区域営業している中小運送業者に配達業務を委託している場合や、傭車契約をしている場合がある。

## 広告
テレビCMは中京広域圏で放送されている。1990年代の一時期は全国で放映されており、女優の三田佳子を起用していた。

### CMソング
現在
- 魔法陣 - 「あなたに届け[11]」

過去
- 魔法陣 - 「ありがとう[12]」・「みんなの笑顔を守りたい[13]」

### CM出演者
過去
- 三田佳子

### スポンサー
- FC岐阜 - 2014年よりユニフォームスポンサー
- 全日本実業団対抗女子駅伝競走大会 - 岐阜県にて開催時には長らくゼッケンスポンサーを務め、女子駅伝部を擁していた時期もあった。
- カンガルーカップ国際女子オープンテニス

### スポンサー番組
テレビ
現在
- めざましテレビ （第1部）（東海テレビ）
- チャント! （第2部）（CBCテレビ）
- ドデスカ! （第1部）（メ〜テレ）
- ZIP! （第1部）（中京テレビ）
- TXNニュース（テレビ愛知）
- ぎふサテ！（ぎふチャン）
- neo sports（ぎふチャン）
- 日経スペシャル ガイアの夜明け（ぎふチャン）
- 報道特集（TBS）
- サンデーモーニング（TBS）

過去
- CBCフラッシュニュース （日曜日）（一社提供）（CBCテレビ）
- 東海フラッシュニュース （日曜日）（一社提供）（東海テレビ）
- ミックスパイください（CBCテレビ）
- どですか!（第1部）（メ〜テレ）
- 5時SATマガジン（中京テレビ）
- FNNスーパータイム（東海テレビ）
- らぶらぶワイドぎふTODAY（岐阜テレビ）
- 笑点（日本テレビ）1991年10月6日 - 1992年9月27日まで提供
- JNN報道特集（TBS）
- まんが名作劇場 サザエさん（フジテレビ）
- ビートたけしのTVタックル（テレビ朝日）
- うた世紀ベストテン（テレビ東京）
- クイズ!地球まるかじり（テレビ東京）
- イッポウ （第1部）（CBCテレビ）
- station（ぎふチャン）
- news23 (TBS)

ラジオ
現在
- ぬくもり On Time（ぎふチャン）
- OH! MY CHANNEL!（東海ラジオ） - 「夕刊エクスプレス」 コーナー提供
- 東海ラジオ ガッツナイター（東海ラジオ）
- 中日新聞ニュース（CBCラジオ） - 月 - 日曜の午後12時台

過去
- カンガルー歌の定期便（ぎふチャン）
- 宮地佑紀生の聞いてみや〜ち（東海ラジオ） - 「みや〜ち夕刊エクスプレス」 コーナー提供
  - 宮地佑紀生の不祥事により、番組自体が終了。
- きくち教児の楽気!DAY（東海ラジオ） - 「楽気!夕刊エクスプレス」 コーナー提供
- FINE DAYS!（東海ラジオ） - 「夕刊エクスプレス」　コーナー提供
- はーさん! ねねの! すんどめ!（東海ラジオ） - 「夕刊エクスプレス」 コーナー提供
- 山浦!深谷!イチヂカラ!（東海ラジオ） - 「夕刊エクスプレス」コーナー提供

## 企業スポーツ
- 西濃運輸硬式野球部
- 西濃運輸サッカー部 - かつてジャパンフットボールリーグに所属。廃部により脱退。
- 大垣ミナモソフトボールクラブ - 西濃運輸の企業スポーツではないが、所属選手の受入先企業の一つである